# Piper PA-31T Cheyenne
Le Piper PA-31T Cheyenne est une version à turbopropulseurs du bimoteur Piper PA-31 Navajo

## Utilisateurs

### Utilisateurs militaires
- États-Unis : US Army Special Operations Command[2]
- Mauritanie : Forces aériennes mauritaniennes[3].